# Adagio in E majeur (Mozart)
Het Adagio in E majeur, KV 261 is een compositie van Wolfgang Amadeus Mozart die hij als alternatief schreef voor het oorspronkelijke Adagio uit zijn Vijfde vioolconcert. Het werk werd in 1776 toegevoegd; een jaar na de première van het vioolconcert.
Het lieflijke Adagio laat voor de vioolsoliste ruimte over voor improvisatie in een cadenza. De strijkers van het orkest worden bijgestaan door verscheidene blaasinstrumenten.